# Zappatore (film 1980)
Zappatore è un film drammatico del 1980 diretto da Alfonso Brescia e interpretato da Mario Merola. Il film è liberamente ispirato all'omonima canzone scritta da Libero Bovio.

## Trama

Gerardo Amato in una scena del film

Francesco Esposito e sua moglie Maddalena sono due contadini, abitanti della provincia di Benevento che hanno allevato Mario, il loro unico figlio, con amorevole dedizione e sacrifici. Per farlo studiare, si sono anche indebitati con lo strozzino del paese, Antonio Vizzillo. Il ragazzo, intanto, è diventato avvocato ed esercita a Napoli, dove si è trasferito, in uno studio di infimo livello. Ha conosciuto Nancy Barker, che lo mantiene a Napoli fino a quando non arrivano i genitori di lei. Lei è figlia di un industriale italo-americano, e se ne è innamorato; sembrerebbe una storia a lieto fine se non fosse che Mario si vergogna delle umili origini dei suoi genitori, rinnegandoli. Però Nancy riesce a convincere Mario a partire per New York per lavorare come consulente legale per l'impresa Barker, non prima che Mario abbia scritto la lettera a Francesco per perdonarlo di averlo rinnegato; così Francesco, dopo aver fatto arrestare il boss camorrista Andrea Amitrano per l'omicidio di Vizzillo, parte anch'esso per New York per ritrovare Mario e per riportarlo a casa prima che la madre Maddalena muoia per problemi al cuore, per farle vedere per l'ultima volta suo figlio.

## Produzione
Il titolo di lavorazione era Rinnego mio figlio ma a Merola non piaceva, suggerendo al regista di cambiare titolo in Zappatore.

## Colonna sonora

### Tracce
- 'A canzone d' 'e rrose (Marigliano - Di Domenico) cantata da Mario Merola
- Pasca' lassame stà (De Crescenzo - Panachia) cantata da Pamela Paris
- Zappatore (Bovio - Albano) cantata da Mario Merola

## Accoglienza

### Incassi
Zappatore è la sceneggiata che ha ottenuto il maggiore incasso nelle sale, posizionandosi al 60º posto dei film più visti in Italia nella stagione 1980/81.

### Critica
(Il Secolo XIX)
(Segnalazioni Cinematografiche)